# (258) Tique
(258) Tique es un asteroide que forma parte del cinturón de asteroides y fue descubierto por Karl Theodor Robert Luther desde el observatorio de Düsseldorf-Bilk, Alemania, el 4 de mayo de 1886.
Está nombrado por Tique, una diosa de la mitología griega.

## Características orbitales
Tique orbita a una distancia media del Sol de 2,615 ua, pudiendo alejarse hasta 3,15 ua. Su excentricidad es 0,2046 y la inclinación orbital 14,3°. Emplea 1545 días en completar una órbita alrededor del Sol.